# ARM Holdings
ARM Holdings, plc. (LSE:ARM, Nasdaq:ARMH Arxivat 2011-06-29 a Wayback Machine.) és una empresa de tecnologia britànica amb seu a Cambridge, Anglaterra. La companyia és coneguda pels seus processadors, encara que també dissenya, concedeix llicències i ven d'eines de desenvolupament de programari sota les marques RealView i Keil, sistemes i plataformes, infraestructura de sistema-en-un-xip i programari. És probablement la més coneguda de les empreses del Silicon Fen. La companyia va ser fundada com una aliança d'empreses entre Acorn Computers, Apple Computer (ara Apple Inc) i VLSI Technology (com Advanced RISC Machines), destinada a promoure el desenvolupament del xip RISC Acorn RISC Machine, que va ser utilitzat originalment en l'Acorn Archimedes i ara és el nucli de processament per a molts circuits personalitzats integrats d'aplicació específica (ASIC).
L'empresa es considera que és dominant en el mercat de xips per a telèfons mòbils.
Arm tenia una cotització principal a la Borsa de Londres i formava part del FTSE 100. També tenia un llistat secundari activat a NASDAQ. Tanmateix, la companyia japonesa de telecomunicacions SoftBank Group va fer una oferta acordada per a Arm el 18 de juliol de 2016, subjecta a l'aprovació dels accionistes d'Arm, valorant la companyia en 24.300 milions de lliures (escala curta). La transacció es va completar el 5 de setembre de 2016. El 13 de setembre de 2020, es va anunciar que Nvidia compraria Arm a SoftBank per 40.000 milions de dòlars, mantenint aquesta última una quota del 10%.

## Història
- 1990 creació a partir d'Acrn Computers i VLSI Technology.[7]
- Adquisicions diverses: Micrologic Solutions, KEIL Software, Falanx, Obsidian Software, Sensinode, Sansa Security, Wicentric, Offspark, Apical, Allinea Software
- 2016 l'empresa japonesa de telecomunicacions Softare Group adquireix ARM Holdings.
- 2017 febrer, ARM adquireix les empreses Mistbase i NextG-Com, especialistes en solucions NB-IoT

## Tecnologia
La prestació que caracteritza els microprocessadors d'ARM és el seu baix consum d'energia elèctrica. La qual cosa els ha col·locat com a principal processador en el sector de telèfons mòbils 95% del mercat el 2010) i altres dispositius portables, on la durada de la bateria és un factor molt crític.

## Productes
ARM és una empresa fabless que no fabrica circuits integrats, sino que ven les llicències de fabricació dels seus dissenys SoC (830 llicències) entre les quals:
- Arquitectura de 32 bits : Cortex-A5, Cortex-A7, Cortex-A8, Cortex-A9, Cortex-A12, Cortex-A15, Cortex-A17. Cortex-M0, Cortex-M0+, Cortex-M1, Cortex-M3, Cortex-R4, Cortex-R5, Cortex-R7.
- Arquitectura de 64 bits : Cortex-A53, Cortex-A72